# George Godfrey (natation)
Pour les articles homonymes, voir George Godfrey.
George Godfrey (né le 26 juillet 1888 à Durban et mort le 22 mai 1965 dans cette même ville) est un nageur sud-africain ayant participé aux Jeux olympiques de Stockholm en 1912.

## Carrière
En 1908, il établit le record d'Afrique du Sud du 220 yards nage libre en séries des championnats nationaux. En 1909, 1911, 1912 et 1913, il réalise le triplé en remportant les titres sud-africains sur les 100, 220 et 500 yards nage libre. En 1912, il établit les records nationaux sur ces trois distances et les conserve jusque 1923. En 1910, il se contente du titre du 500 yards et en 1914 de celui du 100 yards.
Aux Jeux olympiques de Stockholm en 1912, il est engagé sur toutes les courses (100 mètres, 400 mètres, 1 500 mètres nage libre ; 100 mètres dos ; 200 mètres, 400 mètres brasse). Il déclare forfait sur les 100 et 1 500 mètres nage libre, 100 mètres dos et les deux courses de brasse. Il se contente donc du 400 mètres nage libre. Avec un temps de 6 min 30 s 6, il est éliminé dès les séries, après avoir craqué dans la dernière longueur.